# 稲生正令
稲生 正令（いのう まさよし、享保20年〈1735年〉 - 享和3年〈1803年〉）は、江戸時代中期の武士。備後国三次の住人。のち安芸国広島藩藩士。通称は武太夫、のちに忠左衛門と改める。幼名は平太郎。寛延2年（1749年）の体験に基づくという『三次実録物語』を著す。

## 生涯
享保20年（1735年）、備後国三次郡の三次藩士の稲生武左衛門の長男として誕生。
数え年12歳の時、弟の勝弥（かつや）が誕生してからまもなくして両親を失う。武左衛門には40過ぎまで子がなく、一族の中山源七の次男の新八を養子としていたため、稲生家の家督はこの義兄の新八が継いだ。しかし、4・5年後に新八は病にかかり、実家へ戻ってしまった。そのため、16歳の平太郎が弟を養育し、権平という家臣を一人かかえることになった。
稲生家が仕えていた三次藩は浅野氏広島藩の支藩であったが、享保5年（1720年）に藩主浅野長寔夭折のため廃藩となり、三次藩領は本藩に再吸収され、宝暦8年（1758年）旧三次藩士も広島の本藩に移籍となった。稲生家も広島に移住した。平太郎は元服して武太夫と改名し、御歩行組（おかちぐみ）として12石4人扶持の広島藩藩士になった。御広式御錠口（ごじょうぐち）を勤めた。
武太夫はのちに忠左衛門と名を改め、齢70近くにしてもなお気力も充実していたというが、享和3年（1803年）に満68歳でなくなった。
1月7日には、広島市東区の國前寺では彼を祭る「稲生祭」が開かれている。また、三次市三次町の屋敷跡には、稲生武太夫の碑が建てられている。
國前寺本堂裏手の一画の、墓碑群の中の五輪塔の一つが、武太夫の墓である。

## 稲生物怪録
稲生平太郎16歳の時、寛延2年（1749年）の5月末の夕方、隣家の三ッ井権八とともに、比熊山で肝試しの百物語をしたことがきっかけで、7月1日から30日間のうちに、彼らの身の回りで怪異現象が続出した。このときの彼の体験は、『三次実録物語』という書として記され、原本は広島藩在住の稲生武太夫の子孫に伝えられてきている。妖怪の親玉、山本太郎左衛門から貰った木槌は享和2年（1802年）に平太郎の手により國前寺に納められ、現存している。
また、柏正甫（かつら せいほ）という武太夫の同役の武士が、夜を徹して本人から詳しい話を聞き出して、天明3年（1783年）、『稲生物怪録』として書き留めた。これを国学者、平田篤胤が寛政11年（1799年）に筆写して秘蔵し、文化8年（1811年）に門下生に校訂させた。篤胤の校訂本が元になって、読物や絵巻となり、明治以降、泉鏡花や巖谷小波の小説、折口信夫の俄狂言の題材となった。また、稲垣足穂によって、現代語訳されたりもした。
稲生武太夫を祭っている稲生神社（広島市南区）には、荒俣宏や京極夏彦・水木しげるも作品取材のために足を運んでいる。

## 松山騒動八百八狸物語
江戸末期の講釈師、田辺南龍が松山藩のお家騒動を元に怪談に仕立てた『松山騒動八百八狸物語』では、稲生武太夫が芸州の剣客として登場する。小野二郎右衛門道場の高弟として城主側に付き、宇佐八幡宮から授かった「神の杖」を用いて808匹のタヌキを率いる化け狸「隠神刑部」を久万山に封じた。